# Вотрус (Нью-Мексико)
Вотрус (англ. Watrous) — переписна місцевість (CDP) в США, в окрузі Мора штату Нью-Мексико. Населення — 99 осіб (2020).

## Географія
Вотрус розташований за координатами 35°47′22″ пн. ш. 104°58′56″ зх. д. / 35.78944° пн. ш. 104.98222° зх. д. (35.789576, -104.982266).  За даними Бюро перепису населення США в 2010 році переписна місцевість мала площу 1,49 км², з яких 1,48 км² — суходіл та 0,01 км² — водойми.

## Демографія
Згідно з переписом 2010 року, у переписній місцевості мешкало 135 осіб у 51 домогосподарстві у складі 37 родин. Густота населення становила 91 особа/км².  Було 60 помешкань (40/км²).
Расовий склад населення:
| - 85,2 % — білих - 3,0 % — корінних американців - 11,1 % — осіб інших рас |

До двох чи більше рас належало 0,7 %. Частка іспаномовних становила 83,7 % від усіх жителів.
За віковим діапазоном населення розподілялося таким чином: 25,2 % — особи молодші 18 років, 57,8 % — особи у віці 18—64 років, 17,0 % — особи у віці 65 років та старші. Медіана віку мешканця становила 42,8 року. На 100 осіб жіночої статі у переписній місцевості припадало 104,5 чоловіків;  на 100 жінок у віці від 18 років та старших — 110,4 чоловіків також старших 18 років.
Цивільне працевлаштоване населення становило 0 осіб. 